# Steirische Apfelstraße
Im Jahre 1986 schlossen sich rund 40 Bauern zusammen und gründeten den Verein Steirische Apfelstraße. Grundidee war, die Wirtschaftskraft der Region zu stärken, die Gegend des heimischen Obstbaues den Besuchern näherzubringen und den Tourismus zu fördern. So entstand die rund 25 Kilometer lange Apfelstraße, die in der Nähe von Gleisdorf an der Wechselbundesstraße (B 54) beginnt und durch fünf Gemeinden führt. Zentrum dieser Erlebnisstraße des Obstanbaues ist Puch bei Weiz.
Geboten wird Vielfältiges zur Thematik des Apfels: Frischobst, Most, Apfelsaft, Edelbrände und verschiedene Apfelprodukte. Am Angebot beteiligen sich Buschenschänken und Gastronomiebetriebe. Das „Haus des Apfels“, ein „Steirisches Obstbaumuseum“ in Puch bei Weiz, wurde im Herbst 1990 als „lebendes Museum“ konzipiert. Im Innenbereich befindet sich eine ständige Schausammlung Wissenswertes über Äpfel und Obstbau im Wandel der Zeit, der Apfel in Mythos, Religion, Kunst, Brauchtum, Pflanzenschutz, Hagelabwehr, Vermarktung, Transport und Ernte. Im Freigelände können ein Presshaus, eine Bienenhütte mit Schaubienenstock, Schautafeln mit Nützlingen und Schädlingen des Obstbaus, alte und neue Apfelsorten und eine Wetterstation samt Wetterturm besichtigt werden.